# 9274 Еміловелл
9274 Еміловелл (1980 FF3, 4181 P-L, 9274 Amylovell) — астероїд головного поясу, відкритий 16 березня 1980 року.
Тіссеранів параметр щодо Юпітера — 3,373.